# Vláda Andrewa Bonara Lawa
Vláda Bonara Lawa byla vládou Spojeného království 8 měsíců v letech 1922 až 1923. Vedl jí konzervativec Andrew Bonar Law. Vláda byla jmenována po pádu předchozí koalice, vedené Davidem Lloyd Georgem. Její pozice byla zpočátku nejistá, v listopadu 1922 ale vyhrála všeobecné volby. Již v květnu 1923 však Law ze zdravotních důvodů rezignoval a nastoupila nová vláda Stanleyho Baldwina.

## Politika
Roku 1922 vládla Británii již 6 let koalice Konzervativní strany a části členů Liberální strany, vedená liberálem Davidem Lloyd Georgem. Během onoho roku začaly gradovat spory mezi koaličními partnery. Přestože konzervativci drželi v Dolní sněmovně většinu, vysoký počet funkcí ve vládě zastávali liberálové. Tento stav začínal řadovým konzervativcům vadit; v říjnu provedli členové strany stojící mimo užší vedení převrat a odhlasovali odchod z koalice. V čele této vzpoury stál předseda obchodní rady Stanley Baldwin.
O pár dní později Lloyd George rezignoval a bylo třeba jmenovat novou vládu. Nakonec král do úřadu premiéra jmenoval Andrewa Bonara Lawa, který v posledních letech stál mimo koalici. Postavení nového kabinetu nebylo jednoduché; řada konzervativců včetně oficiálního vůdce strany Austena Chamberlaina jej nepodporovala a uchýlila se do jistého vnitřního exilu. Kvůli potvrzení stávajícího vývoje se  o měsíc později konaly všeobecné volby. V nich Konzervativní strana obhájila většinu, i když se oproti roku 1918 ztenčila. Pozice vlády tím doznala jistého posílení. Obecně kabinet sliboval návrat k éře předchozích konzervativních vlád, ukončené roku 1905. Pod heslem návratu k poklidu a stabilitě plánoval například znovu vrátit plná práva Sněmovně lordů, o která přišla reformou v roce 1911.
Kabinet se se zasazením ministra financí Baldwina dohodl na vyrovnání britského dluhu u Spojených států. Na začátku roku 1923 vláda čelila francouzské okupaci Porúří, kvůli čemuž přerušila s Francií diplomatické styky. Vláda ale nakonec neměla dlouhého trvání - v květnu byl premiéru Lawovi diagnostikován neléčitelný nádor na krku, což jej přimělo rezignovat. Nový kabinet sestavil Stanley Baldwin.

## Legitimita vlády
| Vládní strana        | Hlasy ve volbách | % zisk | Mandáty v Dolní sněmovně | Křesla v kabinetu | Vůdce strany     |
| -------------------- | ---------------- | ------ | ------------------------ | ----------------- | ---------------- |
| Konzervativní strana | 5 294 465        | 38,5 % | 344/615                  | 16                | Andrew Bonar Law |

## Seznam členů kabinetu
| Úřad                           | Člen kabinetu                 | Strana               | Nástup do úřadu | Odchod z úřadu  |
| ------------------------------ | ----------------------------- | -------------------- | --------------- | --------------- |
| Premiér                        | Andrew Bonar Law              | Konzervativní strana | 23. října 1922  | 22. května 1923 |
| Lord kancléř                   | Lord Cave                     | Konzervativní strana | 23. října 1922  | 22. května 1923 |
| Lord prezident Státní rady     | Lord Salisbury                | Konzervativní strana | 23. října 1922  | 22. května 1923 |
| Kancléř státní pokladny        | Stanley Baldwin               | Konzervativní strana | 23. října 1922  | 22. května 1923 |
| Ministr vnitra                 | William Bridgeman             | Konzervativní strana | 23. října 1922  | 22. května 1923 |
| Ministr zahraničí              | Lord Curzon                   | Konzervativní strana | 23. října 1922  | 22. května 1923 |
| Ministr kolonií                | Vévoda z Devonshiru           | Konzervativní strana | 23. října 1922  | 22. května 1923 |
| Ministr války                  | Lord Derby                    | Konzervativní strana | 23. října 1922  | 22. května 1923 |
| Ministr pro Indii              | Lord Peel                     | Konzervativní strana | 23. října 1922  | 22. května 1923 |
| Ministr pro Skotsko            | Lord Novar                    | Konzervativní strana | 23. října 1922  | 22. května 1923 |
| První lord admirality          | Leo Amery                     | Konzervativní strana | 23. října 1922  | 22. května 1923 |
| Předseda obchodní rady         | Sir Philip Lloyd-Greame       | Konzervativní strana | 23. října 1922  | 22. května 1923 |
| Ministr zemědělství a rybolovu | Sir Robert Sanders            | Konzervativní strana | 23. října 1922  | 22. května 1923 |
| Prezident Úřadu pro vzdělávání | Edward Frederick Lindley Wood | Konzervativní strana | 23. října 1922  | 22. května 1923 |
| Ministr práce                  | Sir Anderson Barlow           | Konzervativní strana | 23. října 1922  | 22. května 1923 |
| Ministr zdravotnictví          | Sir Arthur Griffith-Boscawen  | Konzervativní strana | 23. října 1922  | 7. března 1923  |
| Ministr zdravotnictví          | Neville Chamberlain           | Konzervativní strana | 7. března 1923  | 22. května 1923 |